# 309P/LINEAR
309P/LINEAR, komet Jupiterove obitelji